# 程家庄站
程家庄站是一个京沪线和兖石线上的铁路车站，位于山东省济宁市兖州区宗家庄乡，建于1942年，目前为四等站，目前不办理客运业务；货运：仅办理专用线、专用铁道整车货物发到。